# Пътешествията на Гъливер (филм, 2010)
„Пътешествията на Гъливер“ (на английски: Gulliver's Travels) е американски приключенски филм от 2010 г. на режисьора Роб Летърман. Той е адаптация на едноименния роман на Джонатан Суифт. Във филма участват Джак Блек, Джейсън Сийгъл, Емили Блънт, Аманда Пийт, Джеймс Кордън и Катрин Тейт.